# Cova de Pan
La Cova de Pan és un santuari grec dedicat a Pan i les nimfes al vessant nord-oest de l'Acròpolis d'Atenes.

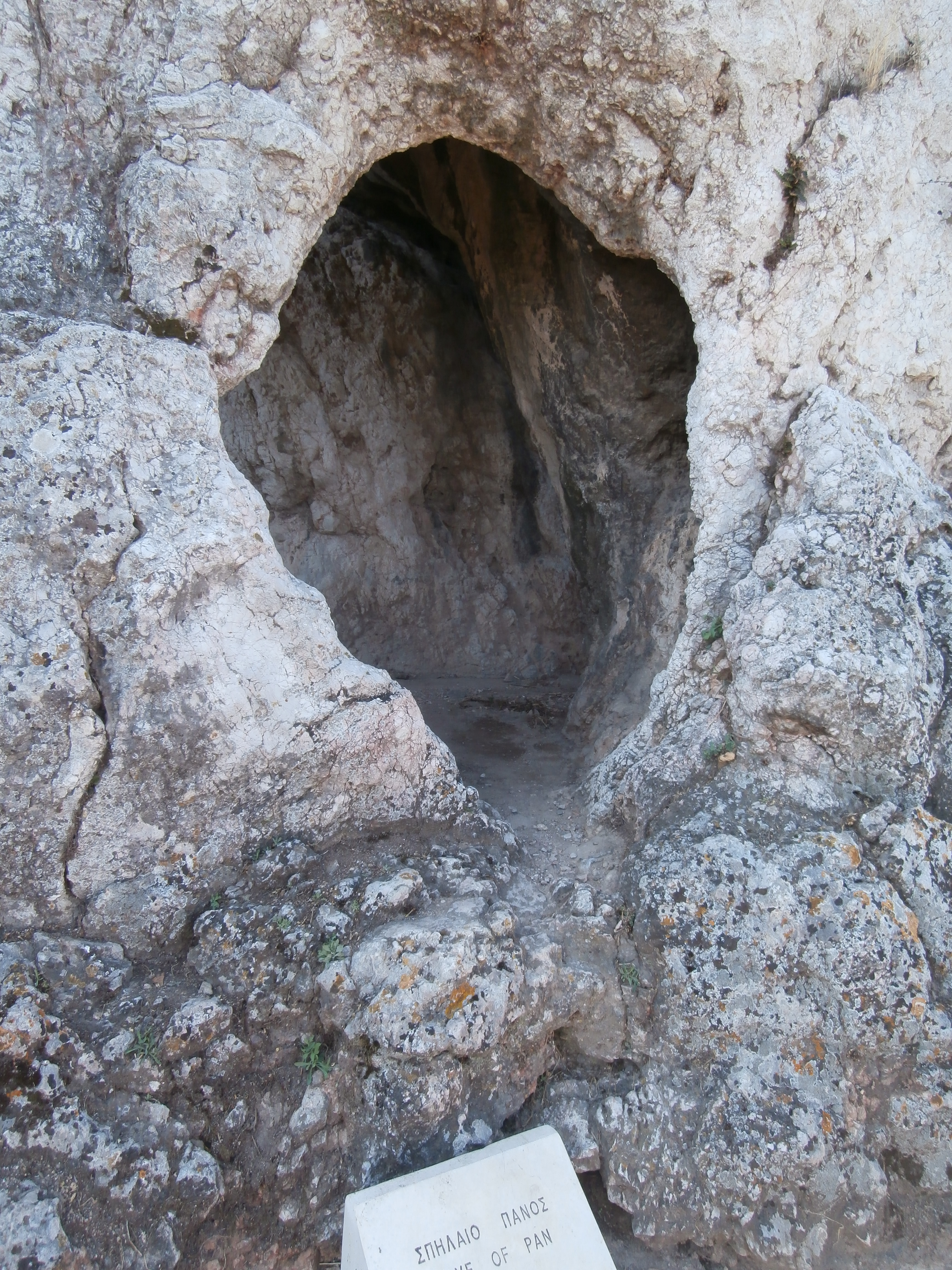
Boca de la cova

El santuari consta en realitat de tres petites coves, totes dedicades al culte de Pan i les nimfes. El culte a Pan arribà a Atenes després de la batalla de Marató del 490 abans de la nostra era, ja que es creia que Pan havia ajudat els atenesos en la batalla causant pànic entre els aquemènides amb els seus crits. Les coves devien preservar una estàtua de Pan i s'empraven per a portar ofrenes a Pan i a les nimfes. Es van excavar petits buits a la roca per a les escultures.
Apareix en la comèdia Lisístrata d'Aristòfanes.
Durant el període cristià, la cova esdevingué una capella dedicada a Atanasi d'Alexandria; va ser abandonada, però, durant l'Imperi otomà. En el segle xix, el lloc es reobrí i es va dedicar a sant Alaniaris. La cova va romandre en ús eclesiàstic fins a la dècada dels 1930, quan es va convertir en jaciment arqueològic.